# Пуніт Раджкумар
Пуніт Раджкумар (*ಪುನೀತ್ ರಾಜ್‍ಕುಮಾರ್, 17 березня 1975 — 29 жовтня 2021) — один з провідних індійських акторів Сандалвуду, співак, телеведучий та кінопродюсер. Знявся у 14 дитячих та 21 дорослій кінострічці. Майже всі його фільми незмінно стають хітами та приносять своїм творцям величезний прибуток. На рахунку 17 фільмів поспіль, які транслювалися в кінотеатрах не менше 100 днів, що є рідкісним досягненням в індійському кінематографі.

## Життєпис
Походить з відомої кінематографічної родини. Молодший син Раджкумара, суперзірки кінематографу мовою каннада, та Парватхамми Раджкумар, однієї з найуспішніших підприємиць у штаті Карнатака, дистриб'юторки та продюсерки. Народився у 1975 році у м. Ченнаї (колишній Мадрас), штаті Таміл Наду. При народженні отримав ім'я Лохіт. У віці 6 місяців його було знято у кінострічці «Premada Kanike» 1976 року (режисер Венкатаппа Сомашехар).
У 1981 році разом з батьками перебрався до Майсуру. З 1982 року разом з сестрою Пурніма продовжував зніматися у дитячому кіно разом з батьком. Першим фільмом, де мав слова, був «Bhagyavantha». Тут він також вперше заспівав у кіно. Переважно усі фільми мали міфологічну тематику. Часто знімався у ролях Шиви та Крішни. У 1983 за роль у фільмі «Chalisuva Modagalu» виграв номінацію за найкращу дитячу роль Кінопремії штату Карнатака. У 1985 році за наполяганням матері, яка посилалася на гороскоп, змінено ім'я на Пуніт.
У 1986 році Пуніт удостоївся Національної премії Індії (National Film Award) за роль у фільмі «Bettada Hoovu». В останній раз знявся у дитячому фільмі у 1989 році — «Parashuram». Після цього наступила перерва у зйомках. У 1999 році одружився з Ашвіні Реванатх.
Доросла кар'єра почалася у 2002 році у фільмі Пурі Джаганатх «Appu», який став хітом. Він протримався понад 175 днів в кінотеатрах Карнатаки. Музика з фільму була дуже популярна. Навіть сьогодні радіостанції Бангалора продовжують ставити треки з «Appu». Далі були ролі в хітах-фільмах «Abhi», «Okkadu» (обидва  — 2003 рік) «Aakash» (2005 рік), «Arasu» (2007 рік), «Кольори любові» (2007 рік), «Джекі» (2010 рік), що дозволило акторові стати найбільш високооплачуваним актором в кіноіндустрії каннада та отримувати по 5 крор (10 млн рупій) за фільм, отримавши титул суперзірки Сандалвуду. В них Пуніт взяв амплуа героїчного та відважного чоловіка, зорієнтувавшись на масала-фільми, які поєднували бойовик, комедію, романтику та драму.
Усюди виступає без дублерів, наслідуючи своїх улюблених акторів Брюса Лі та Джекі Чана. Отримав травму лише під час виконання роль у стрічці «Aakash». Водночас продовжив свою традицію виконання пісень у фільмах. У 2005 році фільм «Andhrawala» було також озвучено мовою телугу.
У 2006 році помер його батько Раджкумар. Продовжує активно зніматися у кіно, частіше бере участь у двомовних фільмах: каннада-телугу або каннада-малаялам. У 2006 році здобув звання найкращого актора премії Filmfare Awards South. У 2007 році здобув номінацію найкращого актора за роль у фільмі «Мілана».
У 2012 році став ведучим шоу «Kannadada Kotyadhipati», створеному за зразком гінді-шоу «Kaun Banega Crorepati» з Амітабхом Баччаном, аналога британського «Хто хоче стати мільйонером?» Кріса Таранта. При цьому продовжує зберігати статус суперзірки, що підтвердив фільм «Raajakumara» 2017 року.

## Родина
Дружина — Ашвіні Реванатх.
Діти:
- Дріті
- Вандіта (нар. 2006)